# Bürglen (Thurgau)
Bürglen (TG) is een gemeente en plaats in het Zwitserse kanton Thurgau, en maakt deel uit van het district Weinfelden.

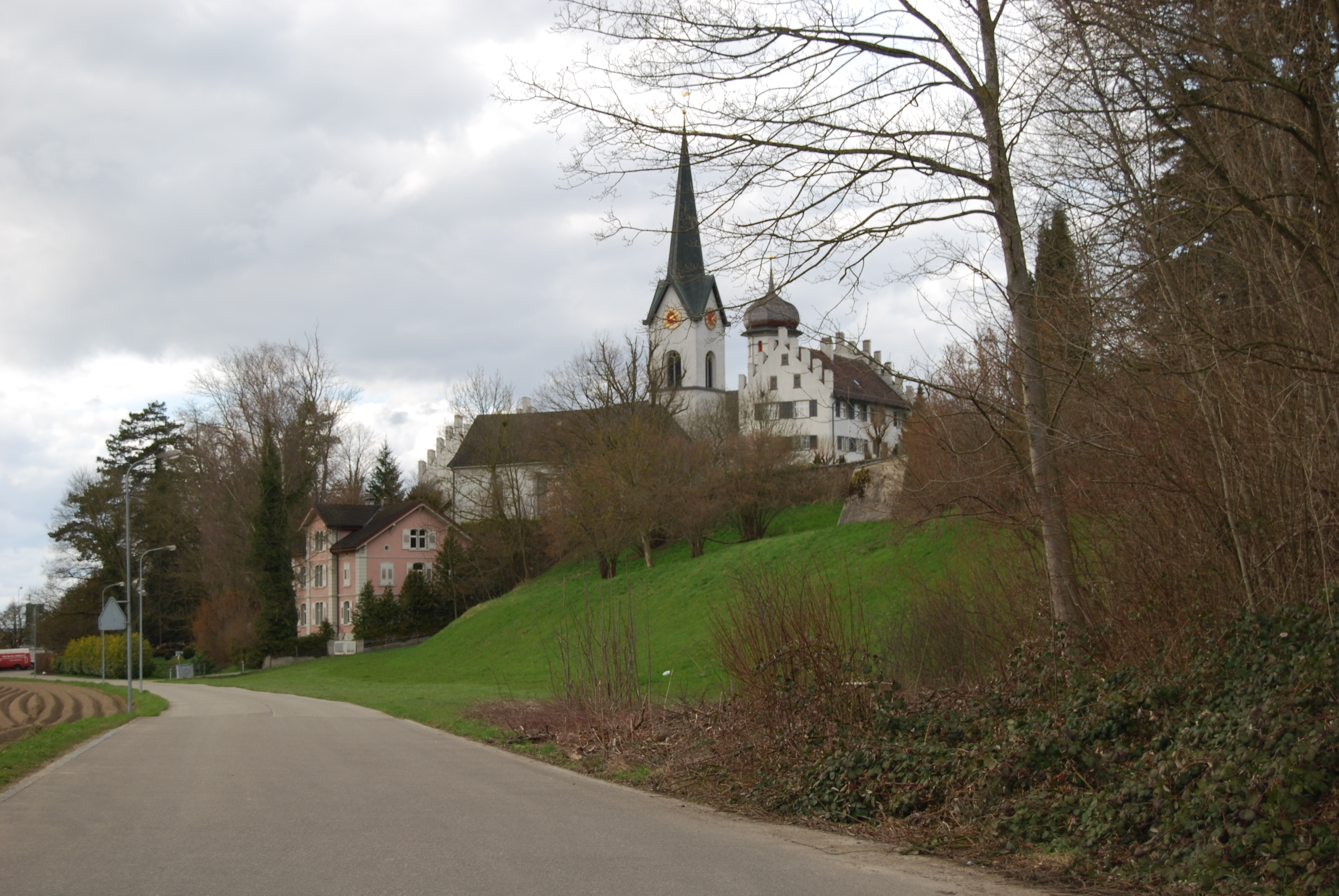
Bürglen

Bürglen (TG) telt 3133 inwoners.